# Animal Crossing: New Leaf
Animal Crossing: New Leaf (japanisch とびだせ どうぶつの森, Tobidase: Dōbutsu no Mori, deutsch etwa „Spring heraus! Wald der Tiere“) ist eine von Nintendo stammende Lebenssimulation für den Nintendo 3DS, die der Videospielereihe Animal Crossing zugehörig ist. Es erschien am 8. November 2012 in Japan und am 14. Juni 2013 in Europa.

## Spielprinzip
Zu Beginn des Spiels sitzt der Spieler in einem Zug auf dem Weg in sein Dorf. Das Aussehen und der Name des Dorfes sowie des Spielers wird durch die erste Begegnung mit einer Katze namens Olli entschieden. Er stellt verschiedene Fragen und wenn das der erste Account von diesem Spiel ist, zeigt er dem Reisenden auch vier Karten. Der Spieler kann daraufhin eine von diesen auswählen, welche dann das Dorf wird. Daraufhin erreicht der Spieler sein zukünftiges Zuhause und verabschiedet sich von Olli, der im weiteren Verlauf des Spiels keine Rolle mehr spielt. Wenn man ausgestiegen ist, wird die Spielfigur von den Dorfbewohnern und der stellvertretenden Bürgermeisterin mit dem eigentlichen Bürgermeister verwechselt. Ein Affe namens Flip, der im Bahnhof arbeitet, hält den Spieler, nachdem er aus dem Zug gekommen ist an. Er gibt ihm eine Stadtkarte und sagt, dass man ins Rathaus muss. Den Standort des Rathauses hat man im Zug entschieden. Melinda, die stellvertretende Bürgermeisterin, erzählt, dass man in die Einkaufsmeile zu dem sich dort befindenden Fotoautomaten muss. Danach kommt es zur Einpflanzung des Stadtbaumes auf dem Dorfplatz. Die Größe des Baums wird durch die Spieldauer beeinflusst.
Trotz der Tätigkeit als Bürgermeister hat sich der eigentliche Spielverlauf im Vergleich zu den Vorgängerspielen der Serie nicht verändert. Von Tom Nook, dem Besitzer der Immobilienfirma ImmoNook, erhält der Spieler zu Beginn ein Zelt, in dem er wohnen kann. Daraufhin nimmt der Spieler einen Kredit von 10.000 Sternis, der Währung in dem Spiel, um sein Zelt zu einem Haus auszubauen. Das Haus kann durch die Abbezahlung größerer Kredite ausgebaut werden.
Mit verdientem Geld lässt sich nicht nur das Haus abbezahlen, sondern auch in der Einkaufsmeile einkaufen gehen.
Wie in den vorigen Teilen der Serie üblich kann sich der Spieler individuell kleiden. Seit Animal Crossing: New Leaf kann der Spieler auch Schuhe und Socken tragen.

### Törtels Insel
Nach einigen Tagen erhält der Spieler Informationen, dass Törtel, der Bürgermeister aus den früheren Animal-Crossing-Ablegern, in der Stadt zu Besuch ist. Von ihm erfährt man von seiner neuen Beschäftigung: seiner eigenen Insel. Ab sofort kann jeder Animal Crossing Spieler mit dem Käpten für 1.000 Sternis zur Insel segeln. Auf Törtels Insel herrscht immer Sommer. Zudem besteht die Möglichkeit, an diversen Minispielen teilzunehmen, in denen es Medaillen zu gewinnen gibt. Mit diesen Medaillen kann der Spieler im Souvenirladen der Insel bezahlen, wo Gegenstände verkauft werden.
Weitere Änderungen im Vergleich zum Vorgänger:
- Erstmals ist nun auch möglich, eine von mehreren auswählbaren Karten auszuwählen und in dieser dann auch zu spielen
- Stereoskopische 3D-Grafik
- Megaphon zur Ansprache der Leute

### Das Amt als Bürgermeister
Als neuer Bürgermeister des Dorfes wird der Spieler von Melinda unterstützt, die einem bei den bürgermeisterlichen Pflichten unter die Arme greift. Bevor Stadtverschönerungen und Verordnungen erlassen werden können, muss der Spieler bei den weiteren Dorfbewohnern eine Zustimmungsrate von 100 % erreichen, was über diverse Verschönerungen innerhalb des Dorfes vollzogen wird. Ist die notwendige Zustimmung erreicht, können ab dem darauffolgenden Tag Stadtverschönerungen errichtet werden. Es lässt sich stets nur ein Projekt gleichzeitig durchführen, an dessen Errichtungsstelle im Dorf ein Gyroid platziert wird, der Spenden einsammelt. Pro Tag spenden die weiteren Dorfbewohner einen kleinen Anteil; der Großteil stammt jedoch in der Regel vom Spieler selbst. Ist das Spendenziel erreicht, verschwindet der Gyroid am darauffolgenden Tag und wird durch die gewünschte Verschönerung ersetzt. Bis auf wenige Ausnahmen wie das Café und den Campingplatz lassen sich alle Stadtverschönerungen durch eine geringe Gebühr wieder entfernen. Insgesamt ist es möglich, 30 Verschönerungen gleichzeitig im Dorf errichtet zu haben.
Neben den Stadtverschönerungen kann der Spieler in seinem Amt als Bürgermeister Verordnungen erlassen, von denen es vier verschiedene Arten gibt. Die Sauberkeitsverordnung erhöht die Häufigkeit, mit der die übrigen Dorfbewohner die Pflanzen der Stadt bewässern. Zudem welken die Pflanzen nicht mehr, es gibt weniger Unkraut und keinen Müll mehr im Fluss und den Seen. Mit der Frühaufsteherverordnung eröffnen alle Geschäfte in der Einkaufsmeile drei Stunden früher als üblich. Die Nachteulenverordnung verlängert den Ladenschluss der Geschäfte um drei bis vier Stunden nach hinten. Durch die Hochpreisverordnung werden die An- und Verkaufspreise der Gegenstände, mit Ausnahme der Rüben, pauschal um 20 % erhöht. Es kann stets nur eine Verordnung aktiv sein und eine Änderung ist zum Folgetag für eine Gebühr von 20.000 Sternis (Der Währung in Animal Crossing) fällig.

### Einkaufsmeile
In Animal Crossing: New Leaf spielt die Einkaufsmeile eine große Rolle. Dort kann der Spieler sein Passfoto erneuern, das Schlummerhaus besuchen, zu Smeralda der Wahrsagerin gehen, im Club Kalauer neue Emotionen lernen und tanzen, bei ImmoNook sein Haus vergrößern und umgestalten lassen, im Postamt Briefe verschicken, bei Schlepp und Nepp, Tom Nooks Neffen, einkaufen gehen, in Gerds Gärtnerei Pflanzen und Gartenwerkzeuge kaufen, sich in der Schneiderei neu ankleiden, bei Trude, der Frisöse im Obergeschoss der Schneiderei seine Frisur umgestalten lassen, bei Schubert Schuhe und Socken erwerben und im Museum, sofern von den Spielern gespendet, Fische, Insekten, Fossilien oder Kunstwerke ansehen.

### Campingplatz
Seit der Version 1.5 (Welcome Amiibo-Update) ist es möglich auf einen Campingplatz zu gehen. Auf diesem kann man für eine externe Währung namens „Camping Coupons“ Items einkaufen, darunter auch bisher nicht verfügbare. „Camping Coupons“ erhält der Spieler durch das Erfüllen bestimmter Aufgaben, die täglich oder wöchentlich wechseln.

### Fundgrube
Eine weitere Änderung im Vergleich zu den Vorgängertiteln ist die sogenannte Fundgrube. Diese ist eine rosa Hütte, die nicht wie alle anderen Geschäfte in der Einkaufsmeile, sondern im Dorf selbst liegt. Die Fundgrube wird von einem Alpaka-Ehepaar namens Rosina und Björn betrieben. In der Fundgrube selbst kann man:
- Waren (Fische, Insekten, Möbel, Kleidung usw.) verkaufen
- Objekte in Kommission geben (der Spieler kann den Preis selbst bestimmen, Dorfbewohner und Spieler aus anderen Dörfern können diese dann kaufen)
- bestimmte Möbel umgestalten lassen (nachdem Björn aufgewacht ist, was passiert, wenn man in der Fundgrube einen gewissen Betrag durch den Verkauf erwirtschaftet hat)

Neben der Eingangstür zur Fundgrube steht eine kleine Tafel, auf der der Spieler sehen kann, welche Gegenstände an diesem Tag für einen höheren Preis angekauft werden.

## Entwicklung
Vier Jahre nach Veröffentlichung erhielt Animal Crossing: New Leaf ein Update. Am 2. November 2016 wurde das Spiel um die Funktionalität erweitert, Amiibo-Karten und -Figuren benutzen zu können. Amiibo-Karten sorgen dafür, dass die darauf abgebildeten Charaktere in die Stadt kommen und eventuell sogar einziehen. Zudem wurde ein Campingplatz in die Stadt integriert.

## Rezeption
Animal Crossing: New Leaf erhielt international gute Bewertungen. Die Rezensionsdatenbank Metacritic aggregiert beispielsweise 70 Rezensionen zu einem Gesamtwert von 88.

„Die 3DS-Premiere von Animal Crossing bietet wie seine Vorgänger einen ungemein charmanten Mikrokosmos, den man trotz ständig gleicher Aufgaben immer wieder gern besucht.“